# Rouilly
Rouilly ist eine französische Gemeinde im Département Seine-et-Marne in der Île-de-France. Sie gehört zum Kanton Provins im gleichnamigen Arrondissement. Sie grenzt im Norden an Saint-Hilliers, im Osten an Voulton, im Südosten an Saint-Brice, im Süden an Provins und im Westen an Mortery. Die Weiler in Rouilly heißen Bretonnière, Le Grand-Fleigny und Rouillot.

## Bevölkerungsentwicklung
| Jahr      | 1962 | 1968 | 1975 | 1982 | 1990 | 1999 | 2008 | 2014 |
| --------- | ---- | ---- | ---- | ---- | ---- | ---- | ---- | ---- |
| Einwohner | 233  | 326  | 400  | 393  | 433  | 428  | 487  | 491  |